# 阿威罗软蛋
阿威羅软蛋 （葡萄牙語：Ovos moles de Aveiro），是葡萄牙阿威羅的一种特色糕点。其馅料主要由蛋黄和糖制成，有时还会加入巧克力。馅料外包裹着米纸或小麦粉做成的类似于圣餐饼的外皮，被塑造成贝壳等与海洋有关的形状。 
2006年，阿威罗软蛋被欧盟指定为地理标志保护产品。 

## 历史
阿威罗软蛋是阿威罗地区的传统糕点，其起源可以追溯到20世纪初期以前该地区的道明會、方济各会和加尔默罗会各修道院（特别是耶稣修道院）的修女们。根据流行的传说，修女们会用蛋白来清洁她们的修女服，剩下的蛋黄则被用来制作糕点，这样既能避免浪费，又能筹集资金。1910年葡萄牙第一共和国镇压修道院后，阿威罗软蛋的做法经由修女流传到受过教育的上流社会女性中。

## 制作
阿威罗软蛋的馅料由蛋黄和糖按重量二比一左右的比例混合而成。搅拌时不要圆周形地搅拌，而是用木勺简单地前后或左右来回搅拌，直至馅料变得质地均匀，类似奶油。然后将馅料在铜锅中加热，直到可以看到锅底。
阿威罗软蛋的外皮由小麦粉制成，类似于圣餐饼，也可由米纸做成。外皮会被塑成与海洋相关的形状，如船、蛤壳、海螺、鱼和贝壳等。有时其外皮会经糖浆处理以增加其强度。

### 巧克力软蛋
巧克力软蛋（葡萄牙語：Ovos moles de chocolate，或称黑色软蛋）是阿威罗软蛋的一种传统变体，其馅料中会加入可可成分，外表也会覆盖上巧克力。 由于二战时巧克力稀缺，巧克力软蛋一度绝迹。直至2015年12月，阿威罗软蛋生产者协会（葡萄牙語：Associação de Produtores de Ovos-Moles de Aveiro）决定重新开始生产巧克力软蛋，并为其制定了标准配方。 